# تپه امام خورنوک
تپه امام خورنوک مربوط به، دوره ایلخانی است و در شهرستان سرپل ذهاب، بخش مرکزی، دهستان بشیوه پاطاق، ۱ کیلومتری جنوب غرب روستای جلالوند علیا واقع شده و این اثر در تاریخ ۲۷ اسفند ۱۳۸۷ با شمارهٔ ثبت ۲۶۴۴۵ به‌عنوان یکی از آثار ملی ایران به ثبت رسیده است.